# 3599 Basov
3599 Basov eller 1978 PB3 är en asteroid i huvudbältet som upptäcktes den 8 augusti 1978 av den rysk-sovjetiske astronomen Nikolaj Tjernych vid Krims astrofysiska observatorium på Krim. Den har fått sitt namn efter nobelpristagaren Nikolaj G. Basov.
Asteroiden har en diameter på ungefär aderton kilometer och tillhör asteroidgruppen Themis.